# Berth Marks
Cu trenul (în engleză Berth Marks este un film de comedie cu Stan și Bran, lansat în 1929. El are o durată de 19 de minute și era format din două role. Filmul a fost regizat de Lewis R. Foster, produs de Hal Roach și distribuit de Metro-Goldwyn-Mayer.

## Rezumat
Domnul Hardy și-a dat întâlnire cu Domnul Laurel la gară în Santa Fe, la 10 și un sfert. Domnul Laurel, confuz nu a înțeles și a crezut că se întâlnesc la 9:45! cei doi ajung în gară, chiar la timp! dar grăbindu-se să prindă trenul, Stan scapă partiturile lor muzicale pe jos, iar Bran reușește să prindă trenul, dar când să se urce, trenul o i-a la goană! după care cei doi Bran și Stan se grăbesc să nu piardă trenul, iar Bran e primul care se urcă în tren și îl cheamă și pe Stan, care se chinuie să urce în tren! îl ajută Bran pe Stan să urce în tren, și cei doi își continua drumul în tren! Stan se așează din greșeală pe o pălărie care era altcuiva, și o sfărâmă!.         
Stan și Bran sunt cântăreți care călătoresc cu trenul la următoarea stație Pottsville, Pennsylvania, un loc foarte popular de performanță vodevil la acea vreme. Se urcă la bord, dar Ollie îl ceartă pe Stan că a uitat partiturile lor muzicale. Ollie îi spune lui Stan, că dacă pierdeau și vioara chiar că erau ruinați!, lucru care de altfel se și întâmplă de fapt, se găsesc cu un pasager și discută cu el, apoi își continuă drumul, și dau peste conductorul trenului care îl întreabă pe Bran, unde se duc, după care Bran îi spune la Pottsville! după care conductorul trenului îi întreabă, cu ce ocazie? după care Bran îi spune zice conductorului de tren, suntem mari cântăreți de vodevil! după care conductorul trenului îi spune lui Bran, îmi dau seama, cred că sunteți printre cei mai buni! după care Bran și Stan se duc să găsească un loc în care să doarmă, mai ales că urmau să aibă, vreo patru spectacole! prima dată găsesc un loc, dar care era ocupat! o femeie începe să țipe, cum că ar fi violată! după care soțul ei îl caută pe ăla care ar fi violat-o! dar nu avea nici o treabă! și astfel acesta ajunge să îi rupe sacoul, fără motiv! după care ăla cu sacoul rupt, rupe și el, la rândul lui sacoul altui călător! se creează o nebunie curată în tren! călătorii ajung să își rupă hainele unul la celălălt, fără motiv! în tot acest timp Stan și Bran se înghiontesc în tren, ca să își găsească loc unde să doarmă! astfel pantalonii lui Stan, sunt pe capul lui Stan, iar Bran e aglomerat și el de cămăși! cei doi se luptă în continuare, Stan începe să bocească, are și o plasă pe cap, spune că este pește, după care plasa ajunge și pe capul lui Bran, acesta se enervează și reușesc să scape de hainele lor, pe care le bagă sub pătură! după care Bran îi spune lui Stan, hai să ne odihnim! cei doi apucă să se odihnească dar foarte puțin, sau aproape deloc! conductorul trenului îi anunță că următoarea stație e Pottsville! Bran îl scoală pe Stan și îi spune hai că trebuie să coborâm! așa că cei doi își i-au hainele de sub pătură, dar în grabă să coboare, uită vioara! conductorul trenului se duce să anunțe și restul călătorilor să coboare tot în Pottsville, dar rămâne mască! dar la nebunia care era, uită să mai coboare! astfel conductorul trenului sfârșește și el cu hainele rupte, ca și călătorii! astfel Stan și Bran coboară din tren, în stație la Pottsville! în izmene, se îmbracă după care observă Bran, că numai este vioara! și îl întreabă pe Stan, unde-i Vioara? după care Stan zâmbește și îi arată cu degetul lui Bran, ca e în tren! după care Bran zâmbește și spune da, sigur că da! Bran nervos scoate pălăria din cap și o trântește de pământ, după care Bran își ridică mâneca la cămașă, și se pregătește să îl bată pe Stan! după care Stan începe să bocească, și spune așteaptă puțin. nu-ți pierde cumpătul. E vina ta că ai pus-o dedesubt. ți-am spus să n-o pui acolo! după care Bran arunca cu o pietricică în Stan, și apoi îl fugărește toată gara! asta s-a întâmplat, pentru că lui Bran nu i-a păsat de instrument, că el era șeful trupei! a vrut să pună sus instrumentul! Stan îi explică lui Bran, că trebuie să aibă grijă de instrument, și că nu putea să o lase la întâmplare asa!, conductorul trenului le-a spus să facă liniște, atunci când erau în tren, iar Bran i-a cerut scuze. 

## Distribuție
- Stan Laurel - el-însuși (Stan)
- Oliver Hardy - el-însuși (Bran)
- Baldwin Cooke - pasagerul de tren (necreditat)
- Charlie Hall - pasagerul de tren (necreditat)
- Paulette Goddard - pasageră de tren (necreditat)
- Harry Bernard - pasager de trenul (necreditat)
- S.D. Wilcox - conductorul trenului (necreditat)
- Pat Harmon - șeful de stație (necreditat)
- Eleanor Fredericks - pasageră de tren (necreditat)
- Sammy Brooks - scurt pasager de tren (necreditat)

## Semnificație culturală
Acesta este al doilea film cu sunet produs de Laurel și Hardy. O versiune silențioasă, fără sunet a fost produsă de asemenea pentru cinematografe, dar care nu arată oamenii vorbind în el!. Acțiunea și dialogul script-ului au fost scrise în mijlocul lui Aprilie 1929, cu comentarii filmate în perioada 20 Aprilie-27 Aprilie 1929. Aparițiile secvențelor cu trenul, care includ câteva dar care nu sunt utilizate în limba engleză! sunt utilizate, pentru alte limbi, lansate cum ar fi The Laurel-Hardy Murder Case (Cazul de crimă) în 1930. Laurel și Hardy lansează alte trei versiuni diferite ale lui The Laurel-Hardy Murder Case (Cazul de crimă) combinat cu Berth Marks (Cu trenul) pentru următoarele limbi:
- Feu mon oncle - Franceză
- Noche de duendes - Spaniolă
- Spuk um Mitternacht - Germană
Berth Marks (Cu trenul) a fost relansat ulterior în 1936 cu muzică, care s-a adăugat la scenele de introducere. Aceasta a fost singura varianta de versiune care a supraviețuit. Și de asemenea a fost inclus în cel de-al zecelea disc, intitulat Laurel & Hardy: The Essential Collection set DVD, cunoscut de asemenea ca Spanish Noche de duendes, de asemenea există chiar și o variantă mai color a lui Berth Marks (Cu trenul), este atât în limba engleză, cât și în limba italiană, care se numește Stanlio E Ollio, Concerto di violoncello.   